# Force citoyenne (Colombie)
Force citoyenne (en espagnol : Fuerza Ciudadana) est un parti politique de centre gauche colombien fondé en 2007, pérennisé à partir de 2015.
Le mouvement est personnifié autour de Carlos Caicedo dans les années 2010, avant d'émerger en tant que parti politique à Magdalena avec l'élection pour trois mandats consécutifs à la mairie de Santa Marta et l'élection en tant que gouverneur du département de Carlos Caicedo en 2019. À partir de 2018, le parti s'allie nationalement à la gauche. Il soutient le gouvernement de Gustavo Petro à partir de mars 2023.

## Historique

### Création et élection à la mairie de Santa Marta
Force citoyenne a été créée en 2007, pendant les années où Carlos Caicedo était recteur de l'Université de Magdalena (es). En 2011, Caicedo est élu maire de Santa Marta avec le soutien du Parti libéral, devenant le premier élu du mouvement dont il est le fondateur.

### Implication et pérennisation à Magdalena
Lors des élections régionales de 2015, Rafael Alejandro Martínez (es) est élu maire de Santa Marta avec 91 294 voix, succédant à Carlos Caicedo.
En 2016, le mouvement a fait campagne « Pour le oui » au référendum sur les accords de paix dans la région des Caraïbes, c'est-à-dire les quatre départements de  Magdalena, La Guajira, César y Bolívar. Le mouvement a parcouru 2 500 kilomètres dans la région.
En 2017 et 2018, le mouvement recueille 2 millions de signatures pour désigner Carlos Caicedo comme pré-candidat à la présidentielle. Il choisit finalement de participer à la primaire de l'« Inclusion sociale pour la paix ». À l'issue de cette dernière, il obtient 500 000 voix et termine derrière Gustavo Petro. Force citoyenne rejoint ensuite la coalition « Petro Presidente » avec l'UP et le MAIS pour l'élection présidentielle de 2018.
En août 2018, le parti tient sa première Convention nationale à Bogotá. Lors des élections régionales de 2019, Carlos Caicedo est élu gouverneur de Magdalena avec 345 786 voix et Virna Johnson (es) est devenue la première maire de Santa Marta élue,.

### Législatives et présidentielle de 2022 et ralliement à Gustavo Petro
Pour les élections législatives de 2022, le parti a constitué une liste de 93 candidats sur 100 possibles au Sénat, ayant récolté 1,3 million de signatures pour participer à l'élection. Le mouvement place Gilberto Tobón Sanín (es) en tant que tête de liste.
La liste ouverte au Sénat est perçue comme complémentaire, de centre gauche, avec la liste fermée du Pacte historique. La liste est notamment composée d'Hollman Morris (es), un proche de Gustavo Petro et membre de Colombia Humana,.
Tandis que la liste du parti à la Chambre des représentants est fermée et avec uniquement des candidatures à Magdalena. Comme l'a annoncé le porte-parole Rafael Alejandro Martínez (es), la liste est composée d'Ingrid Aguirre (es), Abraham Katime, Hugo Paternina et Rossana Rodríguez, tous membres du mouvement, après des élections internes qui les ont désignés.
À l'issue du scrutin, Gilberto Tobón devient le cinquième candidat le plus voté du pays, avec 173 000 voix. Néanmoins, ce dernier n'a pas obtenu son siège au Sénat, le parti ne dépassant pas le seuil des 3% (488 000) et n'obtenant que 439 596 voix. En revanche, la tête de liste Ingrid Aguirre (es) a été élue à la Chambre des représentants pour le département de Magdalena.
Pour l'élection présidentielle de 2022, le parti soutient la candidature de Gustavo Petro.
En raison de son faible score électoral au Sénat et à la Chambre des représentants, le parti perd son statut juridique. En décembre 2022, le Conseil national électoral a de nouveau accordé un statut juridique à Fuerza Ciudadana,.
En mars 2023, le parti, qui avait un temps envisagé l'indépendance législative, annonce devenir un parti de gouvernement, c'est-à-dire soutenir le gouvernement de Gustavo Petro et rejoindre la coalition du Pacte historique,.

## Résultats électoraux

### Élections municipales
| Année | Candidat                       | Tour unique | Tour unique | Résultats |
| Année | Mairie de Santa Marta          | Voix        | %           | Résultats |
| ----- | ------------------------------ | ----------- | ----------- | --------- |
| 2015  | Rafael Alejandro Martínez (es) | 91 294      | 52,2        | Élu       |
| 2019  | Virna Johnson (es)             | 129 961     | 63,43       | Élue      |

### Élections présidentielles

#### Primaire de la gauche en 2018
| Année | Candidats | Candidats | Coalition      | Coalition                            | Voix      | %     |
| ----- | --------- | --------- | -------------- | ------------------------------------ | --------- | ----- |
| 2018  |           |           | Gustavo Petro  | Colombia Humana et Union patriotique | 2 853 731 | 84.7  |
| 2018  |           |           | Carlos Caicedo | Force citoyenne                      | 515 309   | 15.29 |

#### Élection présidentielle de 2022
| Année | Candidats     | Candidats       | 1er tour  | 1er tour | 2d tour    | 2d tour | Résultats |
| Année | Président     | Vice-présidente | Voix      | %        | Voix       | %       | Résultats |
| ----- | ------------- | --------------- | --------- | -------- | ---------- | ------- | --------- |
| 2022  | Gustavo Petro | Francia Márquez | 8 541 617 | 40,34    | 11 291 986 | 50,44   | Élu       |

### Élections législatives
| Année | Sénat   | Sénat | Sénat   | Chambre des représentants | Chambre des représentants | Chambre des représentants |
| Année | Voix    | %     | Sièges  | Voix                      | %                         | Sièges                    |
| ----- | ------- | ----- | ------- | ------------------------- | ------------------------- | ------------------------- |
| 2022  | 417 300 | 2,35  | 0 / 108 | 66 990                    | 13,86                     | 1 / 188                   |